# Przegląd Archiwalny Instytutu Pamięci Narodowej
Przegląd Archiwalny Instytutu Pamięci Narodowej – rocznik wydawany przez Instytut Pamięci Narodowej.

## Historia
Wydział Badań Archiwalnych i Edycji Źródeł Biura Udostępniania i Archiwizacji Dokumentów w Warszawie rozpoczął w 2008 roku wydawanie czasopisma poświęconego zagadnieniom dotyczącym archiwistyki w kontekście funkcjonowania archiwum IPN i charakteru zgromadzonego w nim zasobu. 
W piśmie publikowane są artykuły poświęcone aktywności Archiwum IPN związanej z popularyzacją zgromadzonego. Autorzy, zarówno związani z IPN jak i zewnętrzni, dokonują omówienia najciekawszych dokumentów archiwalnych zgromadzonych w zasobie archiwalnym Instytutu. Publikowane artykuły dotyczą archiwistyki i źródłoznawstwa.
W latach 2008–2018 (tomy 1-11) redaktorem naczelnym był dr Jerzy Bednarek. Po zmianie struktury IPN, jaka miała miejsce w 2012 r., wydawcą pisma jest Archiwum Instytut Pamięci Narodowej. Od 2019 roku funkcję redaktora naczelnego pełni dr Mariusz Żuławnik. 
Czasopismo otrzymało 40 punktów (MENiS), figuruje także w międzynarodowej bazie indeksacyjnej Index Copernicus International – Journals Master List, w liście referencyjnej czasopism ERIH PLUS, w bazie abstraktów i cytowań z recenzowanych publikacji Scopus, w polskiej bazie cytowań POL-index oraz w bazach bibliograficznych BazHum i The Central European Journal of Social Sciences and Humanities (CEJSH).

## Redakcja
2008-2018
- redaktor naczelny – dr Jerzy Bedanarek,
- sekretarz redakcji – dr Paweł Perzyna.

2019-obecnie
- redaktor naczelny – dr Mariusz Żuławnik,
- sekretarz redakcji – Paweł Tomasik.